# Claudia Giannotti
Claudia Giannotti (Campobasso, 1937. február 19. – Torino, 2020. július 26.) olasz színésznő.

## Fontosabb filmjei
Mozifilmek
- Bianco, rosso, giallo, rosa (1964)
- Il prof. dott. Guido Tersilli primario della clinica Villa Celeste convenzionata con le mutue (1969)
- La cosa buffa (1972)
- Artemisia (1998)
- Amorfù (2003)

Tv-filmek
- Un certo Harry Brent (1970)
- Drága húgom (La forza dell'amore) (1980)
- A zsaru és a szerelem (Indizio fatale) (1999)
- A zsaru és a szerelem (Nessuno paura) (2001)

Tv-sorozatok
- Chi? (1976–1977, négy epizódban)
- Senki nem tér vissza (Nessuno torna indietro) (1987, három epizódban)
- Egy különösen bonyolult ügy (L'avvocato Porta) (1997)
- Szépségszalon (Il bello delle donne) (2001–2003, kilenc epizódban)